# Duranusite
La duranusite (simbolo IMA: Du) è un raro minerale appartenente alla famiglia dei "solfuri e solfosali" con composizione chimica As4S.

## Etimologia e storia
La duranusite prende il nome dalla sua località tipo, il piccolo paesino di Duranus (Francia); il nome è stato dato dagli studiosi Zdenek Johan, Claude Laforêt, Paul Picot e Jean Feraud nel 1973.

## Classificazione
La classica nona edizione della sistematica dei minerali di Strunz, aggiornata dall'Associazione Mineralogica Internazionale (IMA) fino al 2009, la duranusite è elencata nella classe "2. Solfuri e solfosali" e nella sottoclasse "2.F Solfuri d'arsenico, alcali; solfuri con alogeno, ossido, idrossido, H2O"; questa viene ulteriormente suddivisa in base alla composizione del minerale, in modo che la duranusite possa essere trovata nella sezione "2.FA Con As, (Sb), S", dove è l'unico membro del sistema nº 2.FA.05.
Tale classificazione viene mantenuta anche nell'edizione successiva, proseguita dal database "mindat.org" e chiamata Classificazione Strunz-mindat.
Anche nella Sistematica dei lapis (Lapis-Systematik) di Stefan Weiß la duranusite si trova nella classe dei "solfuri e solfosali" e da lì nella sottoclasse dei "solfuri con carattere non metallico", questa viene più finemente suddivisa e la duranusite si trova nella sezione dei "solfuri di arsenico" dove insieme a alacránite, anorpimento, bonazziite, dimorfite, laphamite, orpimento, pararealgar, realgar e uzonite forma il sistema nº II/F.02.
La classificazione dei minerali secondo Dana, usata principalmente nel mondo anglosassone, elenca la duranusite nella famiglia dei "solfuri e solfosali"; qui è nella classe dei "solfuri – compresi seleniuri e tellururi – con composizione AmXp, con m:p > 3:1" dove è l'unico membro del sistema nº 2.1.4.

## Abito cristallino
La duranusite cristallizza nel sistema ortorombico con il gruppo spaziale Pmna (gruppo nº 53) con i parametri reticolari a = 3,576(2) Å, b = 6,759(2) Å, c = 10,074(5) Å, oltre ad avere 2 unità di formula per cella unitaria, anche se altra fonte riporta per la duranusite i parametri di cella a = 3,611(5) Å, b 6,755(8) Å e c = 10,10(1) Å.

## Chimica
Analisi con microsonda elettronica hanno evidenziato che la duranusite (As4S) è composta dal 90,0% circa da arsenico (As) e dal 10,3% circa da zolfo (S).

## Origine e giacitura
La duranusite è stata trovata in venature di calcite nelle marne e nei calcari silicei; qui è in paragenesi con arsenico nativo, calcite, orpimento, quarzo, realgar, rodocrosite, sfalerite e stibnite.
La duranusite è un minerale piuttosto raro ed è stato trovato in pochi siti sparsi per il mondo. Oltre alla sua località tipo, la miniera di "Eguisse" (43.88286°N 7.28029°E) presso Duranus (Francia), il minerale è stato rinvenuto a Sailauf e Mühltal (Germania); nel distretto minerario di Laurio (Grecia); presso Krupanj (Serbia); presso Gračanica (Kosovo); nella regione di Liberec (Repubblica Ceca); a Madžarovo (Bulgaria); a Lipkovo (Macedonia del Nord).
Fuori dall'Europa la duranusite è stata trovata nell'oblast' di Sverdlovsk (Russia); nella miniera "monte Washington" presso Comox (Columbia Britannica, Canada); nel distretto minerario "Capillitas" (nel dipartimento di Andalgalá, Argentina).

## Forma in cui si presenta in natura
La duranusite si presenta in grani policristallini, con dimensioni fino a 0,2mm di diametro, con fibre orientate casualmente, e in aggregati metallici.
La lucentezza del minerale è metallica e il colore è grigio-nero, che diventa rosso scuro traslucido quando la duranusite si presenta in schegge molto piccole. Il colore del suo striscio è nero.